# كريستيان كريستنسن (مغني)
كريستيان كريستنسن (بالنرويجية البوكمول: Kristian Kristensen)‏ هو مغني وفنان ومغن مؤلف نرويجي، ولد في 12 مايو 1994 في هارستاد في النرويج.

## وصلات خارجية
- كريستيان كريستنسن على موقع IMDb (الإنجليزية)
- كريستيان كريستنسن على موقع ميوزك برينز (الإنجليزية)